# Jorge Enrique Botero
Jorge Enrique Botero Lince (Bogotá, 19 de marzo de 1956-Bogotá, 31 de agosto de 2024)  fue un periodista, escritor, documentalista y corresponsal de guerra colombiano, caracterizado por cubrir dentro su carrera el conflicto armado colombiano.

## Biografía
Nació en Bogotá. Estudió derecho en la Universidad Externado de Colombia y comunicación social y periodismo en la misma universidad. Desde su juventud ingreso a las filas de Juventud Comunista Colombiana (JUCO) como líder estudiantil, posteriormente fue detenido en 1978 por promover las protestas estudiantiles que fue liberado seis meses después. En 1979 inició su trabajo como reportero en Semanario Voz y colaborador de Caracol Radio con Yamid Amat. 
En 1982 huyó a la Unión Soviética a ser colaborador de la agencia RIA Novosti y corresponsal de Prensa Latina de Cuba y corresponsal de La Jornada de México, hasta la caída del país en 1992. Regresó a Colombia como presentador de noticiero Buenos días Colombia con Antonio Morales Riveira, presentador y subdirector del noticiero 24 horas y NCA Noticias. Entre 1998 al 2002 trabajó como director de área investigativa de Noticias Caracol, entre 2003 al 2005 trabajó como editor y panelista de la La Noche de RCN Televisión. 
Se destacó su carrera en cubrir eventos del conflicto armado colombiano dentro, de sus actores el grupo guerrillero Fuerzas Armadas Revolucionarias de Colombia más conocidas (FARC) y entrevistó a los líderes del grupo Manuel Marulanda Vélez, Raúl Reyes, Mono Jojoy, Alfonso Cano, Tanja Nijmeijer y Simón Trinidad este último le escribió un libro Simón Trinidad, el hombre de hierro fue publicado en 2009.
Participó en la creación el canal de noticias TeleSUR qué ingresó como colaborador y reportero hasta 2012. Realizó sus documentales destacando su profesión de reportero. Tuvo una participación política de facilitador de las liberaciones de los secuestrados por las FARC dentro de las personalidades se destacan Orlando Beltrán Cuéllar, Jhon Frank Pinchao y secuestro de tres estadounidenses que grabó las pruebas de supervivencia a sus respectivos familiares. 
Colaboró con los diálogos de paz entre el gobierno colombiano y el grupo guerrillero que finalmente prosperaron la paz de Colombia. Entre sus últimos años fue reportero de la revista digital Las2orillas con María Elvira Bonilla y León Valencia, hasta retirarse de su periodismo independiente e investigativo.

## Libros publicados
- Espérame en el cielo capitán, 2004
- Últimas noticias de la guerra, 2006
- Simón Trinidad, el hombre de hierro, 2008 (ed. ampliada, 2014)
- Hostage Nation: Colombia's Guerrilla Army and the Failed War on Drugs (con Victoria Bruce y Karin Hayes, 2010
- "La vida no es fácil, papi": Tanja Nijmeijer, la holandesa de las Farc, 2011 (ed. ampliada 2014)
- Así nacieron las Farc: memorias de un comandante marquetaliano, 2015 (como editor)
- Blanca oscuridad, 2021

## Fallecimiento
El 31 de agosto de 2024 falleció en su residencia en Bogotá a causa de muerte natural, tras de padecer de una enfermedad degenerativa que fue publicado sus familiares. El presidente Gustavo Petro lamentó su fallecimiento y elogió su trabajo que ejercía.